# Helictotrichon recurvatum
Helictotrichon recurvatum är en gräsart som först beskrevs av Jason Richard Swallen, och fick sitt nu gällande namn av Thomas Arthur Cope och Ryves. Helictotrichon recurvatum ingår i släktet Helictotrichon och familjen gräs. Inga underarter finns listade i Catalogue of Life.